# ウマノミツバ
ウマノミツバ（馬之三葉、変豆菜、学名：Sanicula chinensis）はセリ科ウマノミツバ属の多年草。別名、ヤマミツバ。

## 特徴
茎は直立し、よく枝分かれし、高さは30-120cmになる。葉は根出葉、枝葉ともに3全裂し、側小葉はさらに2深裂して掌状に5裂状になることがある。裂片は浅裂して鋸歯になり、葉の表面にはしわが目立ち、裏面には葉脈に隆起が目立つ。茎の下部につく葉には長い葉柄があるが、茎の上部にいくにしたがってく短くなる。
花期は7-9月。茎頂に小散形花序を集散状につけ、少数の両性花と雄花をつける。花は白色の5弁花で、花弁は内側に曲がる。果実は卵形で、長さ3-4.5mm、幅2-3mmになり、かぎ状の刺毛が密生する。
同科別属のミツバは食用になるが、本種は食用にならなく、馬に食べさせる程度といった意味で「ウマノミツバ」という。

## 分布と生育環境
日本全土に分布し、山地の林下の木陰などに生育する。世界では、朝鮮、中国、ウスリー、千島、樺太に分布する。

## ギャラリー
- 枝先に小散形花序をつける。